# Luiz Arcanjo
Luiz Arcanjo, nome artístico de Luiz Carlos da Silva (Nova Iguaçu, 11 de julho de 1974), é um cantor, compositor, multi-instrumentista e pastor evangélico brasileiro, conhecido por ter sido líder e um dos vocalistas da formação original da banda Toque no Altar e, atualmente, ser vocalista e um dos fundadores da banda Trazendo a Arca.
Desde 2002, quando ingressou no Toque no Altar, Luiz formou, juntamente com o cantor Davi Sacer, uma das mais bem-sucedidas parcerias do segmento evangélico. Nas bandas, os dois músicos escreveram e gravaram canções que tiveram bons desempenhos comerciais, como "Restitui", "Marca da Promessa", "Tua Graça me Basta", "Olha pra Mim" e "O Chão Vai Tremer". A partir de 2010, com a saída de Sacer do grupo, Arcanjo se tornou o único vocalista do Trazendo a Arca.
Além de seu trabalho no Trazendo a Arca, Luiz ganhou notoriedade como compositor para vários artistas evangélicos, tendo músicas gravadas por artistas e bandas como Aline Barros, Fernanda Brum, Kleber Lucas, Pregador Luo, Ton Carfi, Soraya Moraes, Pamela, J. Neto, Chris Durán e Carlinhos Felix. Além disso, também mantém uma carreira solo com influência de gêneros brasileiros como a MPB. Como intérprete, lançou o álbum Luiz Arcanjo em 2009. Desde 2017, Luiz Arcanjo é pastor da igreja Sobre as Águas.

## Biografia
Luiz Arcanjo nasceu na periferia de Nova Iguaçu. Sua mãe tornou-se evangélica quando Arcanjo tinha cerca de 3 anos de idade. Segundo ele, desde a infância sempre foi influenciado pela música. Por incentivo do seu irmão mais velho aos 8 anos começou a estudar música, tocando clarinete, atuando como músico em sua igreja local. Aos 12 aprendeu a tocar violão com o irmão, e mais tarde estudou guitarra, violão clássico e popular, trabalhando com alguns grupos musicais.
Anos depois, Luiz disse ter sido influenciado por vários artistas evangélicos de notoriedade nas décadas de 1970 e 1980. Alguns dos nomes mais destacados pelo cantor foram as bandas Grupo Logos, Rebanhão e Vencedores por Cristo, além de artistas como Victorino Silva, João Alexandre e Ozéias de Paula. Anos depois, o músico afirmou ter participado de uma banda chamada Arcanjo, de onde veio seu apelido e, posteriormente, sobrenome artístico.
Aos 22 anos de idade começou a atuar como ministro de louvor na Igreja do Evangelho Quadrangular em Nova Iguaçu.
Em 1998, ganhou seu primeiro prêmio como compositor em um Festival organizado por Paulo César Graça e Paz, ganhando os primeiros lugares com três composições. No júri, estavam nomes notórios como Carlinhos Felix e Pedro Braconnot, do Rebanhão. Ainda, cursou teologia na Igreja do Evangelho Quadrangular e Assembleia de Deus.[carece de fontes?]

## Carreira

### 2002–2006: Toque no Altar
Luiz Arcanjo passou a ser membro do Ministério Apascentar de Nova Iguaçu em meados de 2001. Naquela época, a igreja estava passando por transições em sua equipe musical. Outros músicos tinham lançado, em 2002, o álbum Vestes de Louvor, que foi um fracasso. Vários deixaram a igreja, e os remanescentes passaram a assumir funções centrais. Entre eles, Davi Sacer, que era backing vocal, passou a ser vocalista. A igreja recrutou o tecladista e produtor Ronald Fonseca, que na época produzia artistas da Zekap Gospel como Rose Nascimento para a produção de um disco com composições autorais. Luiz chegou a Sacer e Fonseca e apresentou algumas de suas composições, entre elas "Santo", que agradou os demais. Luiz, então, foi recrutado e acabou assinando várias composições com Sacer, Fonseca e David Cerqueira.
Originalmente, o álbum Toque no Altar se chamaria apenas Ministério Apascentar de Nova Iguaçu, mas o sucesso da composição "Toque no Altar", de última hora, fez com que se tornasse a faixa-título do projeto. Inicialmente, Arcanjo tinha um papel secundário nas interpretações, mas no álbum Restituição, estreou como vocalista nas canções "Mais" e "Caminhando Estou", além de ter tocado violão. Neste álbum, quase todas as composições foram escritas por ele e Sacer, uma parceria que seria frequente nos projetos sucessores. Tempos depois, Sacer foi temporariamente afastado do grupo, e Luiz Arcanjo assumiu como vocalista. Quando Sacer retornou, os dois músicos passaram a dividir a função de vocalistas e Arcanjo tornou-se líder da formação original do grupo.
Em 2005, o grupo decidiu mudar seu nome para Toque no Altar, nome artístico assumido logo após o lançamento do álbum Deus de Promessas. Com Luiz Arcanjo e Sacer vocalistas, e com David Cerqueira desempenhando um papel secundário, foi gravado o DVD Toque no Altar e Restituição. Em seguida, a banda partiu para a produção do álbum Olha pra Mim, que representou o auge comercial e de crítica da banda. Neste disco, Arcanjo dividiu vocais com Sacer e também foi o principal compositor, assinando como autor ou co-autor de 12 das 13 faixas. Logo depois, Arcanjo estreou vocais no show de Deus de Promessas ao Vivo. A versão original do álbum continha apenas vocais de Davi. Naquela época, Arcanjo já tinha várias composições gravadas por outros artistas, especialmente Fernanda Brum, que gravou "Na Corte do Egito" e "Aos Teus Pés" (ambas em parceria com o baixista Deco Rodrigues) para o álbum Profetizando às Nações. Brum continuaria a gravar composições de Luiz em álbuns sucessores, de forma ocasional.
No final de 2006, Luiz Arcanjo foi um dos primeiros músicos do grupo a manifestar descontamento com as diretrizes comerciais de Marcus Gregório, principal pastor do Ministério Apascentar, sobre a banda. Na época, a gravadora Toque no Altar Music foi criada como forma de lançar artistas e ganhar espaço no mercado fonográfico. Segundo declarações públicas de processos judiciais posteriores, Arcanjo, o baixista Deco Rodrigues e o baterista André Mattos não concordavam com a ideia de deixarem de ser apenas um grupo e serem, também, uma gravadora. Davi Sacer e Verônica Sacer também concordavam com Arcanjo e tentaram convencer Gregório a mudar de ideia, o que não ocorreu. Por isso, os músicos decidiram deixar o conjunto e, mais tarde, envolveram numa longa e notória disputa judicial. Luiz Arcanjo disse, mais tarde, que "Deus nos deu uma palavra para que nós recomeçássemos, para que reconstruíssemos alguns valores que haviam sido perdidos ao longo do tempo, ao longo desses anos de Ministério. Então nós decidimos zerar a partida e começar tudo de novo".

### 2007–2012: Trazendo a Arca e início da carreira solo
Após a consolidação do Trazendo a Arca como banda desvinculada do Apascentar de Nova Iguaçu, sobretudo pelos álbuns Marca da Promessa (2007), Ao Vivo no Japão (2007) e Ao Vivo no Maracanãzinho (2008), alguns integrantes do grupo começaram a produzir obras solo. O primeiro foi o baterista André Mattos ainda em 2007, e Davi Sacer em 2008. Logo depois, Luiz Arcanjo apresentou ao grupo a ideia de fazer um disco com influências da MPB para reunir composições que não seriam utilizadas pelo Trazendo a Arca. Os demais membros aprovaram a ideia de Luiz.
Em 2009, enquanto a banda trabalhou no álbum Pra Tocar no Manto e, sequentemente, Salmos e Cânticos Espirituais, Luiz Arcanjo produziu o seu primeiro álbum solo, Luiz Arcanjo, que contou com a produção de Jamba e participação de André Mattos e Isaac Ramos. O disco foi lançado em dezembro do mesmo ano e recebeu aclamação da mídia especializada.
Em abril de 2010, Davi e Verônica Sacer deixaram o Trazendo a Arca, e a banda seguiu como um quinteto. Arcanjo já desempenhava, antes, um papel majoritário como compositor e, naquele momento, se tornou o único vocalista. Quando a banda assinou com a gravadora Graça Music, Arcanjo também passou a distribuir sua obra solo pela gravadora. Em 2010, lançou o clipe da canção "Fé", dirigido por PC Junior. Em 2011, o cantor participou do álbum Românticos com a canção autoral "Amada, Amiga, Amor".

### 2013–atualmente: Segundo álbum e projetos paralelos
Em 2013, o músico chegou a afirmar que estava trabalhando em um segundo álbum solo, produzido paralelamente ao seu trabalho em torno do Trazendo a Arca. Pela sua característica secundária, a obra teve sua gravação atrasada em várias ocasiões. Em 2015, após o Trazendo a Arca lançar Habito no Abrigo, Arcanjo afirmou que tinha voltado a trabalhar nas composições e que o álbum seria provavelmente gravado em 2016 com produção de Jamba.
Em 2016, Luiz Arcanjo se juntou ao cantor Davi Sacer e regravou, sob produção de Ronald Fonseca, a música "Se a Nação Clamar", do álbum Restituição. Foi a primeira gravação de Luiz e Davi juntos desde 2009. A faixa ainda recebeu a participação de outros artistas, como Fernandinho, Daniela Araújo, Marcus Salles e Nívea Soares.
No mesmo ano, Arcanjo iniciou as gravações de seu segundo álbum solo. Na ocasião, o músico optou por trabalhar com o tecladista e produtor Kleyton Martins. O primeiro single, "Lição do Mestre", foi lançado em 22 de dezembro de 2017. Luiz chegou a lançar vários singles de canções do álbum a partir de 2018. a 2020, sem lançar todo o álbum completo.
Em 2020, o cantor participou da reunião da formação original do Trazendo a Arca, dividindo com Davi Sacer os vocais do álbum O Encontro, mas continuou a dar ênfase à sua carreira solo. Em 2021, assinou com a gravadora Central Gospel Music, mais especificamente no selo de música congregacional Echoe Music. Em 2022, lançou o single "Rei das Nações", escrita em parceria com Samuel Vinholes, ex-integrante do Apascentar de Louvor, e produzida por Kleyton Martins. Na ocasião, ele disse que liberaria o projeto de MPB e também um disco congregacional pela gravadora.

## Vida pessoal
Luiz Arcanjo é casado com Ângela Alô e, juntos, o casal possui dois filhos, Ariel (n. 2005) e Samuel (n. 2014). O casal começou a se relacionar ainda antes do sucesso do Apascentar de Nova Iguaçu e enfrentaram dificuldades de fertilidade. Segundo Luiz, a composição "Abro Mão" surgiu da possibilidade do músico desistir da possibilidade de ter filhos biológicos e partir para a adoção. Tempos depois, o casal conseguiu ter o primeiro filho.
Em várias ocasiões, Luiz Arcanjo chegou a afirmar a importância de sua amizade com o cantor Davi Sacer. Em 2008, em entrevista à Revista Eclésia, o cantor disse que "O Davi é um cara tranquilo, um irmão com quem podemos dividir lutas e vitórias". Ao longo da carreira solo, mesmo depois de deixar o Trazendo a Arca, Sacer continuou gravando composições de Arcanjo, como "Essa Noite que Passou" (2012) e "Rei da Glória" (2020). Desde 2010, Davi Sacer e Luiz Arcanjo são os detentores da marca "Toque no Altar".
Em 2020, em referência ao movimento Black Lives Matter e ao assassinato de George Floyd, o músico compôs a música "9 Minutos", uma crítica sobre o racismo, escrita em parceria com o cantor Mauro Henrique.

## Discografia
- Luiz Arcanjo (2009)

Com Trazendo a Arca
Com Toque no Altar
- 2003: Toque no Altar
- 2004: Restituição
- 2005: Deus de Promessas
- 2006: Toque no Altar e Restituição
- 2006: Olha pra Mim
- 2006: Deus de Promessas ao Vivo